# Il ritorno di Butch Cassidy & Kid
Il ritorno di Butch Cassidy & Kid (Butch and Sundance: The Early Days) è un film del 1979 diretto da Richard Lester, con Tom Berenger nel ruolo di Butch Cassidy e William Katt in quello di Sundance Kid.

## Curiosità
Benché il titolo italiano possa trarre in inganno non è il seguito del film Butch Cassidy, bensì un "prequel".